# 巴塘紫菀
巴塘紫菀（学名：Aster batangensis）为菊科紫菀属的植物，是中国的特有植物。分布于蒙古、俄罗斯以及中国大陆的新疆等地，生长于海拔3,400米至4,400米的地区，一般生于河谷、山沟及山坡石缝中，目前尚未由人工引种栽培。

## 异名
- Aster batangensis Bur. et Franch. var. staticefolius (Franch.) Ling